# Chilotomina korbi
Chilotomina korbi es un coleóptero de la familia Chrysomelidae.
Fue descrita científicamente en 1895 por Weise.